# 藤本ホセマリ
藤本 ホセマリ（ふじもと ほせまり、Josemari Fujimoto、1975年5月19日 - ）は日本の男子バドミントン選手。

## 概要
港区立港中学校、埼玉県越谷南高等学校、中央大学を卒業後、日本ユニシス株式会社（現BIPROGY株式会社）に入社し日本ユニシスバドミントン部に所属。
バドミントン元日本代表選手。現役引退後はダイワ精工株式会社(現グローブライド株式会社)でバドミントン企画開発に転職、その後は独立しプロバドミントントレーナーとして現在に至る。

## 現役時代の主な成績
国内大会
＜学生時代＞
| 年     | 開催地   | 大会         | 学年  | 種目       | 成績     |
| ------ | -------- | ------------ | ----- | ---------- | -------- |
| 1993年 | 栃木県   | インターハイ | 3年生 | シングルス | ベスト８ |
| 1993年 | 栃木県   | インターハイ | 3年生 | ダブルス   | 第３位   |
| 1996年 | 神奈川県 | インカレ     | 3年生 | シングルス | 準優勝   |
| 1997年 | 広島県   | インカレ     | 4年生 | シングルス | ベスト８ |
| 1997年 | 広島県   | インカレ     | 4年生 | ダブルス   | 第３位   |

＜実業団時代＞
| 年     | 開催地 | 大会               | 種目       | 成績   |
| ------ | ------ | ------------------ | ---------- | ------ |
| 2000年 | 宮城県 | 全日本社会人選手権 | シングルス | 優勝   |
| 2001年 | 高知県 | 全日本社会人選手権 | シングルス | 第３位 |
| 2003年 | 埼玉県 | 全日本社会人選手権 | シングルス | 優勝   |
| 2003年 | 愛知県 | 全日本総合選手権   | シングルス | 第３位 |

※2000年の全日本社会人選手権では自身初の全国大会優勝を飾った。
国際大会
| 年     | 大会                               | 種目           | 成績   |
| ------ | ---------------------------------- | -------------- | ------ |
| 1999年 | ニュージーランドインターナショナル | シングルス     | 第３位 |
| 2002年 | 釜山アジア競技大会                 | 団体、ミックス | 出場   |
| 2003年 | スリランカインターナショナル       | シングルス     | 第３位 |

※2002年釜山広域市で開催されたアジア競技大会`ではキャプテンを務め、団体では7位となっている。

## シニアの主な成績
全日本シニア選手権大会
| 年     | 開催地                                 | 年代                     | 種目                     | パートナー               | 成績                     |
| ------ | -------------------------------------- | ------------------------ | ------------------------ | ------------------------ | ------------------------ |
| 2006年 | 北海道旭川市                           | 30歳以上                 | シングルス               | ※不参加                  | 優勝                     |
| 2007年 | 福井県福井市                           | 30歳以上                 | シングルス               | ※不参加                  | 優勝                     |
| 2008年 | 愛知県刈谷市                           | 30歳以上                 | シングルス               | ※不参加                  | 第３位                   |
| 2009年 | 福島県福島市                           | 30歳以上                 | シングルス               | ※不参加                  | 準優勝                   |
| 2010年 | 福岡県久留米市                         | 30歳以上                 | シングルス               |                          | 優勝                     |
| 2010年 | 福岡県久留米市                         | 30歳以上                 | ダブルス                 | 松井（大阪府）           | 第３位                   |
| 2011年 | 宮城県仙台市                           | 30歳以上                 | シングルス               |                          | 準優勝                   |
| 2011年 | 宮城県仙台市                           | 35歳以上                 | ダブルス                 | 松井（大阪府）           | 優勝                     |
| 2012年 | 埼玉県久喜市                           | 35歳以上                 | シングルス               |                          | 優勝                     |
| 2012年 | 埼玉県久喜市                           | 35歳以上                 | ダブルス                 | 松井（大阪府）           | 準優勝                   |
| 2013年 | 愛媛県松山市                           | 35歳以上                 | シングルス               |                          | 優勝                     |
| 2013年 | 愛媛県松山市                           | 35歳以上                 | ダブルス                 | 福井（東京都）           | 優勝                     |
| 2014年 | 愛知県刈谷市                           | 35歳以上                 | シングルス               |                          | 準優勝                   |
| 2014年 | 愛知県刈谷市                           | 30歳以上                 | ダブルス                 | 福井（東京都）           | 優勝                     |
| 2015年 | 福井県敦賀市                           | 35歳以上                 | シングルス               |                          | 優勝                     |
| 2015年 | 福井県敦賀市                           | 35歳以上                 | ダブルス                 | 福井（東京都）           | 準優勝                   |
| 2016年 | 東京都八王子市                         | 40歳以上                 | シングルス               |                          | 優勝                     |
| 2016年 | 東京都八王子市                         | 30歳以上                 | ダブルス                 | 福井（東京都）           | 準優勝                   |
| 2017年 | 石川県石川市                           | 40歳以上                 | シングルス               |                          | 優勝                     |
| 2017年 | 石川県石川市                           | 35歳以上                 | ダブルス                 | 福井（東京都）           | 優勝                     |
| 2018年 | 愛知県刈谷市                           | 40歳以上                 | シングルス               |                          | 優勝                     |
| 2018年 | 愛知県刈谷市                           | 35歳以上                 | ダブルス                 | 野村（千葉県）           | 優勝                     |
| 2019年 | 福島県郡山市                           | 40歳以上                 | シングルス               |                          | 優勝                     |
| 2019年 | 福島県郡山市                           | 40歳以上                 | ダブルス                 | 福井（東京都）           | 優勝                     |
| 2020年 | 埼玉県                                 | 新型コロナの為、大会中止 | 新型コロナの為、大会中止 | 新型コロナの為、大会中止 | 新型コロナの為、大会中止 |
| 2021年 | 福岡県                                 | 新型コロナの為、大会中止 | 新型コロナの為、大会中止 | 新型コロナの為、大会中止 | 新型コロナの為、大会中止 |
| 2022年 | 香川県 愛媛県 高知県                   | 45歳以上                 | シングルス               |                          | 優勝                     |
| 2022年 | 香川県 愛媛県 高知県                   | 40歳以上                 | ダブルス                 | 福井（東京都）           | 優勝                     |
| 2023年 | 福岡県北九州市 福岡市 久留米市         | 45歳以上                 | シングルス               |                          | 優勝                     |
| 2023年 | 福岡県北九州市 福岡市 久留米市         | 45歳以上                 | ダブルス                 | 福井（東京都）           | 優勝                     |
| 2024年 | 関東（神奈川 千葉 埼玉 群馬 茨城）     | 45歳以上                 | シングルス               |                          | 優勝                     |
| 2024年 | 関東（神奈川 千葉 埼玉 群馬 茨城）     | 45歳以上                 | ダブルス                 | 福井（東京都）           | 優勝                     |
| 2025年 | 宮城県仙台市 山形県山形市、 天童市など |                          |                          |                          |                          |
| 2025年 | 宮城県仙台市 山形県山形市、 天童市など |                          |                          |                          |                          |

※2008年は準決勝で右足のアキレス腱を断裂しそのまま棄権となった。
※2016年はダブルスの決勝前にパートナーの福井がふくらはぎを肉離れをし決勝は棄権となった。
※優勝２２回、準優勝６回、第３位２回（シングルス８連覇中、ダブルス６連覇中）

全国社会人クラブ対抗　団体戦
| 年     | 開催地                    | 種目                     | チーム名                 | メンバー                                | 成績                     |
| ------ | ------------------------- | ------------------------ | ------------------------ | --------------------------------------- | ------------------------ |
| 2018年 | 埼玉県熊谷市              | 混合複                   | T.O.Wiver                | 藤本、福井、西村 布目、佐藤、明田、石関 | 優勝                     |
| 2019年 | 石川県石川市              | 一般男子団体             | T.O.Wiver                | 藤本、福井、斎藤 藤野、小池             | 優勝                     |
| 2020年 | 大分県                    | 新型コロナの為、大会中止 | 新型コロナの為、大会中止 | 新型コロナの為、大会中止                | 新型コロナの為、大会中止 |
| 2021年 | 大阪府                    | 新型コロナの為、大会中止 | 新型コロナの為、大会中止 | 新型コロナの為、大会中止                | 新型コロナの為、大会中止 |
| 2022年 | 岡山県                    | 新型コロナの為、大会中止 | 新型コロナの為、大会中止 | 新型コロナの為、大会中止                | 新型コロナの為、大会中止 |
| 2023年 | 京都府向日市 京都府城陽市 | 一般男子団体             | T.O.Wiver                | 藤本、福井、井手 久保、佐野、石井       | 優勝                     |
| 2024年 | 静岡県静岡市              | 一般男子団体             | T.O.Wiver                | 藤本、福井、井手 塚本、鈴木、野口       | 優勝                     |

※2019年から一般男子団体、一般女子団体、一般混合団体がチャンピオンカップの部となった
※一般男子団体は３連覇中

全国社会人クラブ対抗　個人戦
| 年     | 開催地                | 年代                     | 種目                     | パートナー               | 成績                     |
| ------ | --------------------- | ------------------------ | ------------------------ | ------------------------ | ------------------------ |
| 2019年 | 宮城県仙台市          | 30歳以上                 | シングルス               |                          | 優勝                     |
| 2019年 | 宮城県仙台市          | 30歳以上                 | ダブルス                 | 福井（東京都）           | 優勝                     |
| 2020年 | 大阪府                | 新型コロナの為、大会中止 | 新型コロナの為、大会中止 | 新型コロナの為、大会中止 | 新型コロナの為、大会中止 |
| 2021年 | 愛知県                | 新型コロナの為、大会中止 | 新型コロナの為、大会中止 | 新型コロナの為、大会中止 | 新型コロナの為、大会中止 |
| 2022年 | 富山県高岡市          | 45歳以上                 | シングルス               |                          | 優勝                     |
| 2022年 | 富山県高岡市          | 一般の部                 | ダブルス                 | 福井（東京都）           | 優勝                     |
| 2023年 | 愛媛県松山市          | 45歳以上                 | シングルス               |                          | 優勝                     |
| 2023年 | 愛媛県松山市          | 一般の部                 | ダブルス                 | 福井（東京都）           | ベスト８                 |
| 2024年 | 三重県伊勢市 四日市市 | 35歳以上                 | ダブルス                 | 井手（東京都）           | 優勝                     |
| 2024年 | 三重県伊勢市 四日市市 | 合算90歳以上             | ミックス                 | 石橋（東京都）           | 優勝                     |
| 2025年 | 愛知県豊田市          | 40歳以上                 | ダブルス                 | 井手（東京都）           | 優勝                     |
| 2025年 | 愛知県豊田市          | 合算100歳以上            | ミックス                 | 石橋（東京都）           | 優勝                     |

※優勝９回
※ダブルスは今のところ一般の部、30歳以上、35歳以上、40歳以上の部をコンプリート

世界シニア大会（2年に1度の開催）
| 年月                   | 開催地                    | 年代                         | 種目                         | パートナー                   | 成績                         |
| ---------------------- | ------------------------- | ---------------------------- | ---------------------------- | ---------------------------- | ---------------------------- |
| 2017年9月              | インド、コチ              | 40歳以上                     | シングルス                   |                              | 優勝                         |
| 2017年9月              | インド、コチ              | 35歳以上                     | ダブルス                     | 松本（石川県）               | 第3位                        |
| 2017年9月              | インド、コチ              | 40歳以上                     | ミックス                     | 高倉（愛知県）               | 第3位                        |
| 2019年8月              | ポーランド、 カトヴィツェ | 40歳以上                     | シングルス                   |                              | 準優勝                       |
| 2019年8月              | ポーランド、 カトヴィツェ | 40歳以上                     | ダブルス                     | 松本（石川県）               | ベスト8                      |
| 2019年8月              | ポーランド、 カトヴィツェ | 40歳以上                     | ミックス                     | 松本（福岡県）               | 優勝                         |
| 2022年12月 （1年延期） | スペイン、 ウェルバ       | 日本チームは参加が認められず | 日本チームは参加が認められず | 日本チームは参加が認められず | 日本チームは参加が認められず |
| 2023年9月              | 韓国、全州市              | 45歳以上                     | シングルス                   |                              | 優勝                         |
| 2023年9月              | 韓国、全州市              | 40歳以上                     | ダブルス                     | 福井（東京都）               | ベスト8                      |
| 2023年9月              | 韓国、全州市              | 45歳以上                     | ミックス                     | 日野石（広島県）             | 準優勝                       |
| 2025年9月              | タイ、パタヤ              | 45歳以上                     | シングルス                   |                              |                              |
| 2025年9月              | タイ、パタヤ              | 45歳以上                     | ダブルス                     | 松本（石川県）               |                              |
| 2025年9月              | タイ、パタヤ              | 45歳以上                     | ミックス                     |                              |                              |

ワールドマスターズ（4年に1度の開催）
| 年月                  | 開催地                         | 年代                 | 種目                 | パートナー           | 成績                 |
| --------------------- | ------------------------------ | -------------------- | -------------------- | -------------------- | -------------------- |
| 2017年4月             | ニュージーランド、オークランド | 40歳以上             | シングルス           |                      | 優勝                 |
| 2022年5月 （1年延期） | 京都府京都市                   | 新型コロナで大会中止 | 新型コロナで大会中止 | 新型コロナで大会中止 | 新型コロナで大会中止 |
| 2025年5月             | 台湾、台北市                   | 50歳以上             | シングルス           |                      | 優勝                 |

※2017年は「ワールドマスターズ」「世界シニア」「全日本シニア」の３大会で40歳以上シングルスで優勝し３冠達成した。
※2025年のシングルス決勝はインドネシアの元ナショナルメンバーのマーレフマイナキー選手に勝利して優勝した。

## 書籍・DVDなど
・書籍
2015年12月　-　差がつく練習法～バドミントン　最新式・基礎ドリル（ベースボールマガジン社）
2018年9月　  -　マルチアングル戦術図解～バドミントンの戦い方（ベースボールマガジン社）
2021年12月　-　バドミントン動きの質を高める４８メニュー（ベースボールマガジン社)
・DVD
バドミントン　レベルアップメソッド　～年齢・身体能力に関わらず上達するための「５つ」の基本動作
バドミントン　ダブルス上達の方程式　～試合で勝つための「攻め」と「守り」の基本
・YouTube
2021年9月　‐　バドミントン指導系YouTubチャンネル、ホセチャンネルを開設
・オンラインサロン
2025年3月　‐　藤本ホセマリの「ホセバド塾」を開設